# Sint-Catharinakerk (Grevenbicht)
De Sint-Catharinakerk is de parochiekerk van Grevenbicht in de Nederlandse provincie Limburg. Het rijksmonument is gelegen aan Aan de Greune Poal.

## Geschiedenis
Oorspronkelijk was er een kapel in Grevenbicht, gewijd aan het Heilig Kruis. Na een brand werd deze herbouwd in 1650. De kapel werd gesloopt nadat in 1907 de huidige Sint-Catharinakerk gereedkwam. Ook de kerk van Papenhoven werd toen gesloopt en op die plek werd de Kerkhofkapel gebouwd.

## Gebouw
Deze kerk werd gebouwd onder architectuur van Joseph Cuypers en Jan Stuyt. Het is een bakstenen sober neogotische kruisbasiliek met halfrond gesloten koor. De aangebouwde toren staat links van de voorgevel en wordt gedekt door een ingesnoerde naaldspits met lantaarn.
Uit de oude kerk en kapel zijn nog enkele beelden bewaard die dateren van de 15e tot 18e eeuw, zoals een Sint-Gertrudis (15e eeuw) en Sint-Paulus (omstreeks 1500). Het orgel is van 1850 en de neogotische altaren zijn van omstreeks 1910.